# Protozoário
Protozoários ou Protozoa (do latim proto "primeiro" e zoon "animal") são microrganismos eucarióticos unicelulares e heterotróficos (não possui a capacidade de produzir seu próprio alimento, e por isso se alimenta de seres vivos). Sua classificação é controversa, pois inclui diversos seres semelhantes que não possuem relação evolutiva, sendo assim um grupo polifilético (grupo que não inclui o ancestral comum de todos os indivíduos) que une diferentes tipos de organismos microscópicos que não se encaixam no reino Metazoa. Segundo Brusca & Brusca, protozoários são os seres eucariontes que não apresentam nível de organização tecidual como as plantas e os animais e não passam pelo processo de formação dos folhetos embrionários que ocorre nesses grupos. Fazem parte do reino Protista, junto com as algas unicelulares crisófitas, euglenófitas e pirrófitas de acordo com suas semelhanças mais evidentes.
Os protozoários são classicamente divididos em quatro grupos de acordo com o seu meio de locomoção.
Os ciliados se locomovem na água através do batimento de cílios numerosos e curtos e aparecem geralmente em água doce e salgada, e onde existe matéria vegetal em decomposição. Eles executam também outro tipo de reprodução, chamado de conjugação (sexuada), onde uma célula transmite material genético para outra célula, ocasionando uma variabilidade genética, o que é essencial para qualquer tipo de ser vivo. Depois da conjugação, as células realizam a reprodução assexuada.
Os flagelados utilizam o movimento de um único e longo flagelo, são de vida livre e muitos deles são parasitas de seres humanos.
Os rizópodos utilizam pseudópodos ("falsos pés"), moldando a forma do seu próprio corpo para se locomover; é o grupo onde é encontrada a Ameba, que usa muitos pseudópodes para locomoção. A ameba é um ótimo exemplo de protozoário, obtendo seu alimento através do processo chamado fagocitose, e digerindo-o em seus vacúolos digestivos.' A densidade do seu citoplasma é maior que a da água que o envolve no ambiente, por isso ela tem que  realizar periodicamente a osmose, ou seja, equilibrar a quantidade de água dentro do organismo. Para isso, ela utiliza os vacúolos pulsáteis para expulsar a água em excesso. Na realidade, o nome pulsátil é errôneo, pois o que acontece é que o vacúolo se forma cheio de água dentro da célula, se desloca até a membrana celular, e se desfaz lá, jogando a água para fora, e não como se fosse um "coração" batendo freneticamente.
Os protozoários que não possuem organelas locomotoras nem vacúolos contráteis são chamados esporozoários. Todos os esporozoários são parasitas obrigatórios. Porém é preciso lembrar que esses grupos não representam a origem evolutiva dos organismos, pois não são grupos monofiléticos.
A disciplina que estuda os protozoários denomina-se protozoologia.

## Habitat
A maioria dos protozoários são de vida livre e aquática podendo ser encontrados na água doce, salobra ou água salgada, levam vida livre também em lugares úmidos rastejando pelo solo ou sobre matéria orgânica em decomposição ou agem como parasitas de diversos organismos, podendo gerar doenças conhecidas por protozooses. A reprodução dos protozoários geralmente é assexual acontecendo por divisão múltipla onde o micro-organismo apenas se divide em cópias dele mesmo, alguns produzem esporos para se disseminarem pelo ambiente, às vezes alguns também apresentam reprodução sexual havendo nítida troca de material genético entre um micro-organismo e outro.

## Características gerais
A maioria dos protozoários apresenta um corpo composto por uma única célula, que pode ter 10 µm nos coanoflagelados ou muitos centímetros em alguns dinoflagelados, foraminíferos ou amebas. Esta estrutura corpórea do protozoário é limitada pela membrana celular. A flexibilidade ou rigidez do corpo e de sua forma são super dependentes do citoesqueleto, que está localizado bem abaixo da membrana celular. Logo, o citoesqueleto e a membrana formam o que chamamos de “película”, que é como uma “parede corporal” destes organismos. Filamentos proteicos como a actina, microtúbulos, vesículas como os alvéolos compõem o citoesqueleto.Os protozoários podem apresentar dois tipos de esqueleto: endo e exoesqueleto. As organelas responsáveis pela locomoção do protozoário podem ser os flagelos, os cílios ou ainda extensões fluidas do próprio corpo (os pseudópodes). Alguns destes organismos dependem da fotossíntese, outros se nutrem absorvendo materiais orgânicos e ainda alguns podem digerir partículas alimentares ou presas no interior de vacúolos. Esse alimento que entra no vacúolo através da fagocitose, entra por uma abertura chamada citóstoma. O vacúolo é transferido para o interior, sendo conduzido ao longo da citofaringe (um trato microtubular).
Quando se fala sobre transporte celular, é valido lembrar que a difusão é essencial para o transporte interno nos protozoários. A respiração da maioria desses organismos é aeróbica, que depende da difusão para a tomada de oxigênio e para a liberação de CO2. Entretanto alguns são anaeróbios obrigatórios, especialmente os que vivem em simbiose no trato digestivo dos animais. Já as espécies aquáticas associadas à decomposição de matéria orgânica podem ser anaeróbias facultativas (utilizam o oxigênio quando estiver presente, mas também são capazes de respirar em sua ausência).
Muitos protozoários de água doce realizam osmose para remover o excesso de água e também para ajustar a concentração e a proporção dos íons. Esta água adicional provém dos alimentos. A osmorregulação é feita por um sistema de organelas que bombeia água e íons, chamado complexo vacuolar contrátil.
- Classificação:
  - Protozoários são seres unicelulares, na maioria heterotróficos, mas com formas autotróficas e com mobilidade especializada sendo este o principal critério utilizado para definir sua classificação na taxonomia.
- Tamanho:
  - A maioria deles é minúscula, medindo de 0,01 mm a 0,05 mm aproximadamente, sendo que algumas exceções podem medir até 0,5 mm como, por exemplo, os foraminíferos.
- Nutrição:
  - Os autótrofos fazem fotossíntese e se alimentam como se fossem plantas, outros são heterótrofos e se alimentam comendo diversos alimentos principalmente matéria orgânica em decomposição, folhas mortas, animais mortos, fezes etc. Sua forma de nutrição é muito diferenciada, pois podem ser predadores ou filtradores, herbívoros ou carnívoros, parasitas ou mutualistas mas, a principal forma de alimentação deles é a nutrição saprófita. A digestão é intracelular, por meio de vacúolos digestivos, sendo que o alimento é ingerido ou entra na célula por meio de uma "boca", o citóstoma. A célula desses micro-organismos unicelulares é muito especializada, e cada organela tem uma função vital.
- Locomoção:
  - O sistema locomotor é bem primitivo com o uso de flagelos, cílios, membranas ondulantes, cirros ou pseudópodes. Há um sistema hidrostático, constituído de vacúolos pulsáteis que eliminam o excesso de água que entra na célula por osmose nos protozoários dulcícolas, estabelecendo assim o equilíbrio osmótico. O citoesqueleto também é especializado para manter a forma da célula, emissão de pseudópodes, locomoção, movimentação de vacúolos digestivos, entre outras funções necessárias. Esporozoítas não possuem estruturas locomotoras, são levados pelas correntezas de água, pelo vento mas são levados principalmente através de animais vetores (pulgas, mosquitos, moscas, baratas, carrapatos etc.) que se contaminam com esses protozoários parasitas e os disseminam a outros diversos seres vivos hospedeiros que adoecem quando são atacados por esses parasitas.
- Sustentação:
  - Algumas espécies possuem endoesqueleto enquanto outras possuem exoesqueleto geralmente são carapaças de diversas formas.
- Patogenias:
  - Estes micro-organismos de vida livre estão presentes em muitos ambientes mas alguns levam vida parasitária causando doenças em animais, febre, cistos muito dolorosos e outros males em seus hospedeiros. Muitos protozoários causam doenças nos seres humanos e a outros animais vertebrados. O Trypanosoma cruzi, por exemplo, é um protozoário flagelado causador da doença de Chagas. Entre as outras doenças provocadas por protozoários destacam-se a amebíase (pela Entamoeba histolytica), a giardíase (pela Giardia lamblia), a malária causada pelos Plasmódios,  leishmaniose visceral, etc.
- Ecologia:
  - Os protozoários servem como indicadores da qualidade do ambiente, sendo que em águas poluídas por resíduos industriais normalmente não aparecem muitos protozoários enquanto que em águas e solos onde exista matéria orgânica em decomposição eles aparecem em abundância fazendo a decomposição de fezes e qualquer matéria orgânica morta e com isso colaborando com a limpeza do meio ambiente, a presença de muitos protozoários indica que aquele ambiente está ecologicamente saudável.

## História dos protozoários
- Antigamente referia-se ao Filo dos Protozoários. Atualmente o termo protozoário tem sido empregado como uma designação coletiva, sem valor taxonômico. Os antigos Subfilos passaram a ser os atuais Filos.
- Os Protozoários foram classificados por Goldfuss em 1818 como um filo, Filo Protozoa pertencente ao Reino Animal. Goldfuss descreveu os protozoários como sendo micro-organismos unicelulares heterotróficos, semelhantes a animais, o antigo Reino Protozoa (do grego Proto que em português significa primeiro) e (Zoa ouzoo que em português significa animal ou animais) portanto o termo protozoário "em português" significa literalmente "os primeiros animais". Com a nova classificação dos protozoários os antigos Subfilos: Subfilo Plasmodroma e o Subfilo Ciliophora, passaram a ser os atuais Filos dos protozoários que agora estão classificados dentro do Reino Protista. A classificação dos protozoários é feita com base nas estruturas de locomoção que apresentam e devido a muitas semelhanças com as algas unicelulares que antigamente estavam classificadas em "Divisões da Botânica" mas que atualmente também passaram a ser divisões de algas unicelulares incluídas no Reino Protista junto aos filos dos protozoários. Esses micro-organismos apresentam características mistas tanto de animais quanto de vegetais e por isso foram todos eles reunidos e incluídos no Reino Protista. Mantemos o uso dos termos "Filos para protozoários" e "Divisões para algas unicelulares" da mesma forma como estavam classificados antes, na botânica e na zoologia.
  - Evidências obtidas com microscopia eletrônica, estudos do ciclo de vida, genética, bioquímica e biologia molecular mostraram que este grupo abrangia pelo menos sete filos, segundo a Sociedade dos Protozoologistas que, em 1980, publicou uma nova classificação para os protozoários. Este novo agrupamento, que é parafilético, reúne, além dos antigos membros do Reino Protista junto com as algas unicelulares como por exemplo as 'Euglenas que Linnaeus havia incluído no Reino Vegetal.
  - Thomas Cavalier-Smith propôs o Reino Chromista, uma filosofia científica, entretanto ainda não esclareceu muitas linhas diferentes de protistas cujas relações não são compreendidas por este sistema de classificação que ele sugeriu. Os cladistas consideram os vários clades de Protistas como subgrupos diretos dos Eukaryotes, com a admissão de que não conhecem ainda o suficiente sobre eles para arranjá-los em uma hierarquia. Estes vários clades são listados na árvore evolucionária nessa tabela abaixo, denominada classificação Eukaryota.

## Filos de protozoários
- - Filo A. Plasmodroma;
  - Filo B. Ciliophora.

### Filo A. Plasmodroma
A Classe Sarcodina (Rhizopoda) é representada pelos protozoários que apresentam pseudópodos para se locomoverem e para capturarem alimentos, podem apresentar esqueleto interno ou externo, a maioria é de vida livre mas, alguns são parasitas.

#### Classe 1. Mastigophora

##### Subclasse 1. Phytomastigina
- Ordem 1: Chrysomonadina
- Ordem 2. Cryptomonadina
- Ordem 3. Phytomonadina
- Ordem 4. Euglenoidina
- Ordem 5. Chloromonadina
- Ordem 6. Dinoflagellata

##### Subclasses 2
- Ordem 1. Choanoflagellina
- Ordem 2. Rhizomastigina
- Ordem 3. Protomonadina
- Ordem 4. Retortamonadina
- Ordem 5. Diplomonadina
- Ordem 6. Oxymonadina
- Ordem 7. Trichomonadina
- Ordem 8. Hypermastigina

#### Classe 2. Opalinata (rotociliata)
- Ordem 1. Opalinida

#### Classe 3. Sarcodina (Rhizopoda)

##### Subclasse 1. Rhizopoda
- - Ordem 1: Amoebina
  - Ordem 2: Testacea
  - Ordem 3: Gromiina
  - Ordem 4: Foraminifera
  - Ordem 5: Mycetozoa
  - Ordem 6: Labyrinthulina

##### Subclasse 2. Piroplasmea
- - Ordem 1: Piroplasmida
- Subclasse 3 Actinopoda
  - Ordem 1: Radiolaria
  - Ordem 2: Acantharia
  - Ordem 3: Heliozona
  - Ordem 4: Proteomyxa

#### Classe 4. Sporozoa

##### Subclasse 1. Telosporidia
- Ordem 1. Gregarinida
- Ordem 2. Coccidia
- Ordem 3. Haemosporidia

##### Subclasse 2. Acnidosporidia
- Ordem 1. Haplosporidia
- Ordem 2. Sarcosporidia

##### Subclasse 3. Cnidosporidia
- Ordem 1. Myxosporidia
- Ordem 2. Actinomyxidia
- Ordem 3. Microsporidia
- Ordem 4. Helicosporidia

### Filo B. Ciliophora

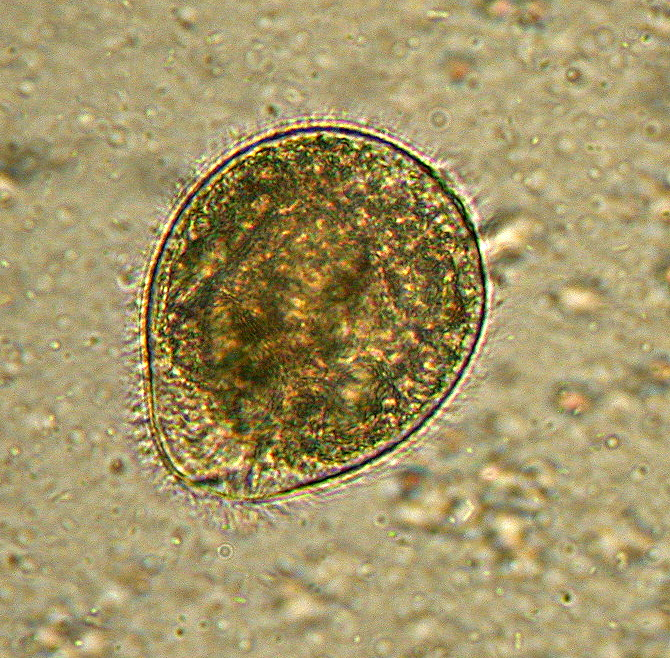
Balanditium, protozoário ciliado.

O Filo Ciliophora contém apenas a Classe Ciliata mas esta se divide em duas Subclasses: Holotricha e Spirotricha. Os ciliados são protozoários que apresentam cílios ou tentáculos sugadores pelo menos em um estágio de seu ciclo vital, possuem dois tipos de núcleos. Ciliados reproduzem assexuadamente, por vários tipos de fissão.

#### Classe Ciliata

##### Subclasse 1: Holotricha
- Ordem 1: Gymnostomatida
  - Ordem 2: Trichostomatida
  - Ordem 3: Chonotrichida
  - Ordem 4: Suctorida
  - Ordem 5: Apostomatida
  - Ordem 6: Astomatida
  - Ordem 7: Hymenostomatida
  - Ordem 8: Thigmotrichida
  - Ordem 9: Peritrichida

#### Subclasse 2: Spirotricha
- - Ordem 1: Heterotrichida
  - Ordem 2: Oligotrichida
  - Ordem 3: Tintinnida
  - Ordem 4: Entodinomorphida
  - Ordem 5: Odontostomatida
  - Ordem 6: Hypotrichida